# Mlînî, Lohvîțea
Mlînî (în ucraineană Млини) este un sat în comuna Hîreavi Iskivți din raionul Lohvîțea, regiunea Poltava, Ucraina.

## Demografie
Componența lingvistică a localității Mlînî
     Ucraineană (98,91%)
     Rusă (1,09%)
Conform recensământului din 2001, majoritatea populației localității Mlînî era vorbitoare de ucraineană (98,91%), existând în minoritate și vorbitori de rusă (1,09%).